# Iglesia de San Pedro Apóstol (Villacadima)
La iglesia de San Pedro Apóstol es un templo católico situado en la localidad española de Villacadima (perteneciente al municipio de Cantalojas, Guadalajara), en las estribaciones sur de la Sierra de Pela a una altitud de 1400 m s. n. m.
Situada en el centro de la localidad, fue construida entre los siglo XII y XIII en estilo románico y reformada en los siglos XV, XVI y XVII en estilo renacentista. Fue declarada monumento histórico-artístico —antecedente de la figura de bien de interés cultural— junto a otras iglesias románicas (Albendiego, Campisábalos, Carabias y Pinillas de Jadraque) de la provincia el 24 de junio de 1965.

## Descripción
Su planta románica del siglo XII, originalmente rectangular de nave única, probablemente con ábside semicircular, presenta la orientación litúrgica habitual y torre-campanario (5) adosada en lado norte de la fachada de poniente.
En las reformas de los siglos XV y XVI, fueron añadidas a la nave (2) original las dos naves laterales conformadas por 3 grandes arcos formeros ligeramente apuntados, rematadas por un presbiterio (3) con ábside triple de cabecera plana, el central reforzado por dos contrafuertes y la sacristía (4) situada entre el ábside mayor y el del evangelio.
El acceso al templo se efectúa por el pórtico (1) de arco de medio punto con 3 arquivoltas abocinadas, la interior polilobulada, formando un saliente en la fachada Sur con interesantes canecillos, entre los que destacan un rostro humano en el ángulo sur-occidental y un blasón con dos llaves cruzadas centrado sobre el pórtico. Por su similitud, Antonio Herrera Casado atribuye la autoría de este pórtico a un taller mudéjar que trabajó en San Bartolomé de Campisabalos.
En el baptisterio (6), situado en el pie de la nave de la epístola, se conserva una interesante pila románica en muy buen estado de conservación.
Fue realizada en sillería caliza de hiladas regulares bien aparejadas, salvo la fachada occidental resuelta en mampostería.

## Reformas
Las etapas constructivas y reformas abarcan un periodo comprendido entre el siglo XII y el Barroco:
- Siglo XII, se levantó nave central.
- Siglo XIII, la portada.
- En las reformas de los siglo XV-XVI se añadieron las dos naves laterales y los ábsides de cabecera plana;[8] la portada románica, con arquivoltas con elementos decorativos vegetales,[9] se trasladó a la fachada sur.
- Siglo XVII, se instaló el artesonado mudéjar.

## Planta
|  | Leyenda de la imagen 1. Pórtico sur; acceso al templo. 2. Nave. 3. Presbiterio y ábside. 4. Sacristía. 5. Torre-campanario. 6. Baptisterio. 7. Signos lapidarios. |

## Marcas de cantero
Se han identificado un total de 332 marcas de 35 tipos diferentes situadas en el interior y exterior del templo, entre ellas 2 inscripciones y 5 relojes de sol; se distribuyen de la siguiente forma, ver Planta (7):

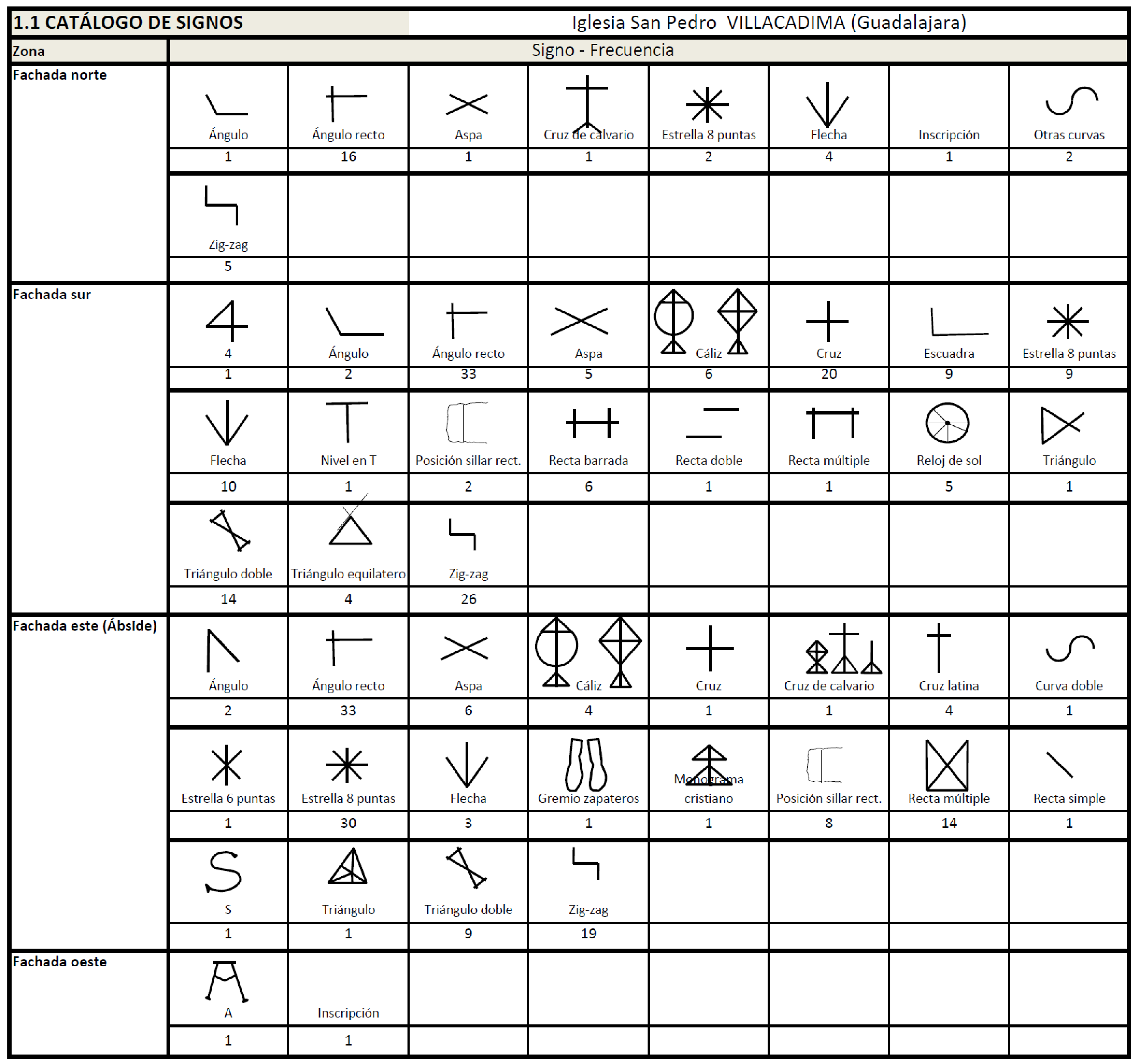
Catálogo de signos lapidarios del templo. Ver Planta.

| Ubicación     | Ubicación    | Tipo   | Tipo     | Tipo       | Tipo        | Tipo  |
| Zona          | Total signos | Normal | Especial | Ideogramas | Inscripción | Otros |
| ------------- | ------------ | ------ | -------- | ---------- | ----------- | ----- |
| Ábside        | 141          | 129    | 1        | 11         |             |       |
| Fachada sur   | 156          | 134    | 1        | 16         |             | 5     |
| Fachada norte | 33           | 31     |          | 1          | 1           |       |
| Fachada oeste | 2            | 1      |          |            | 1           |       |